# Ảnh khỏa thân

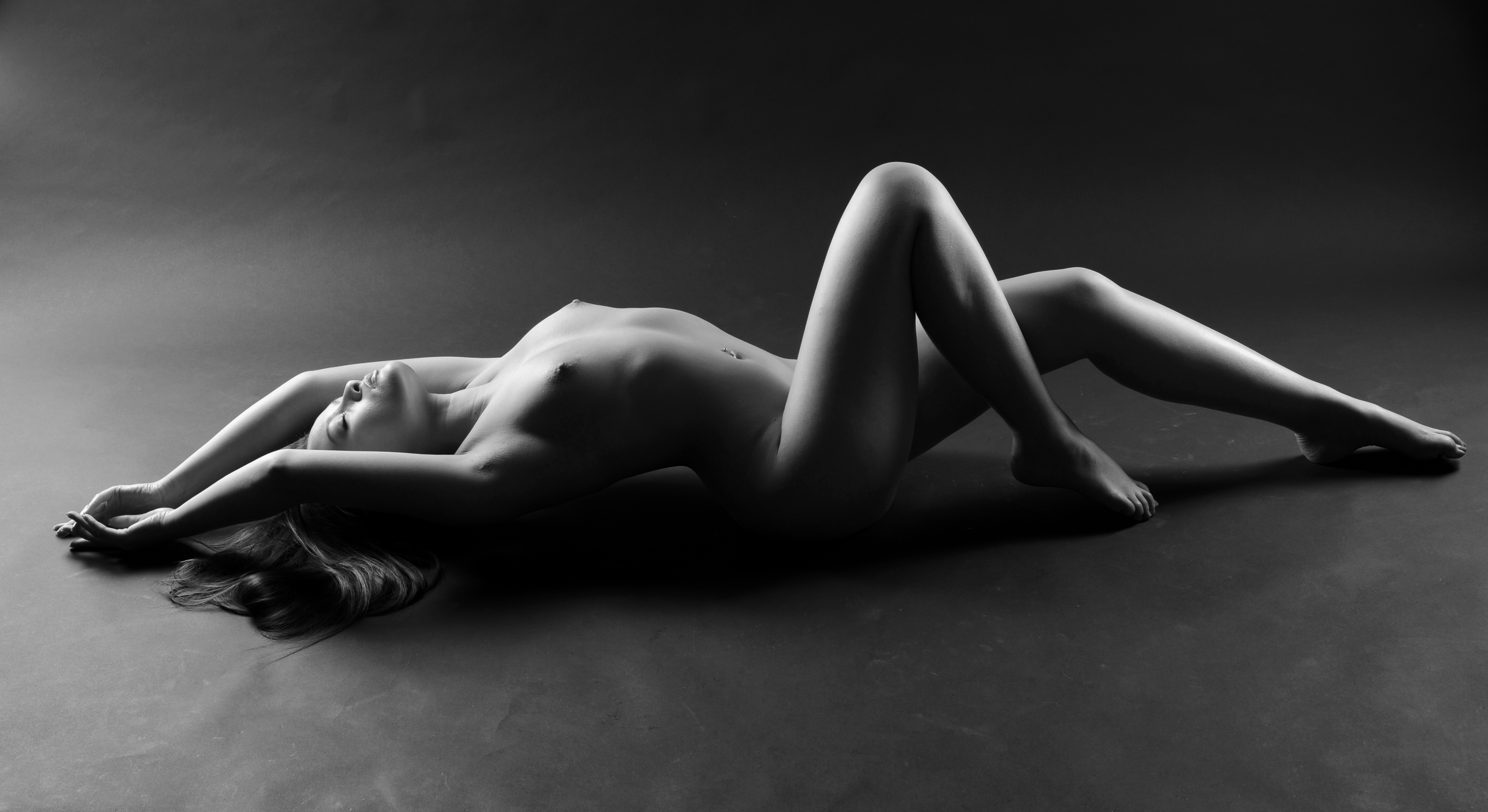
Một người phụ nữ khỏa thân

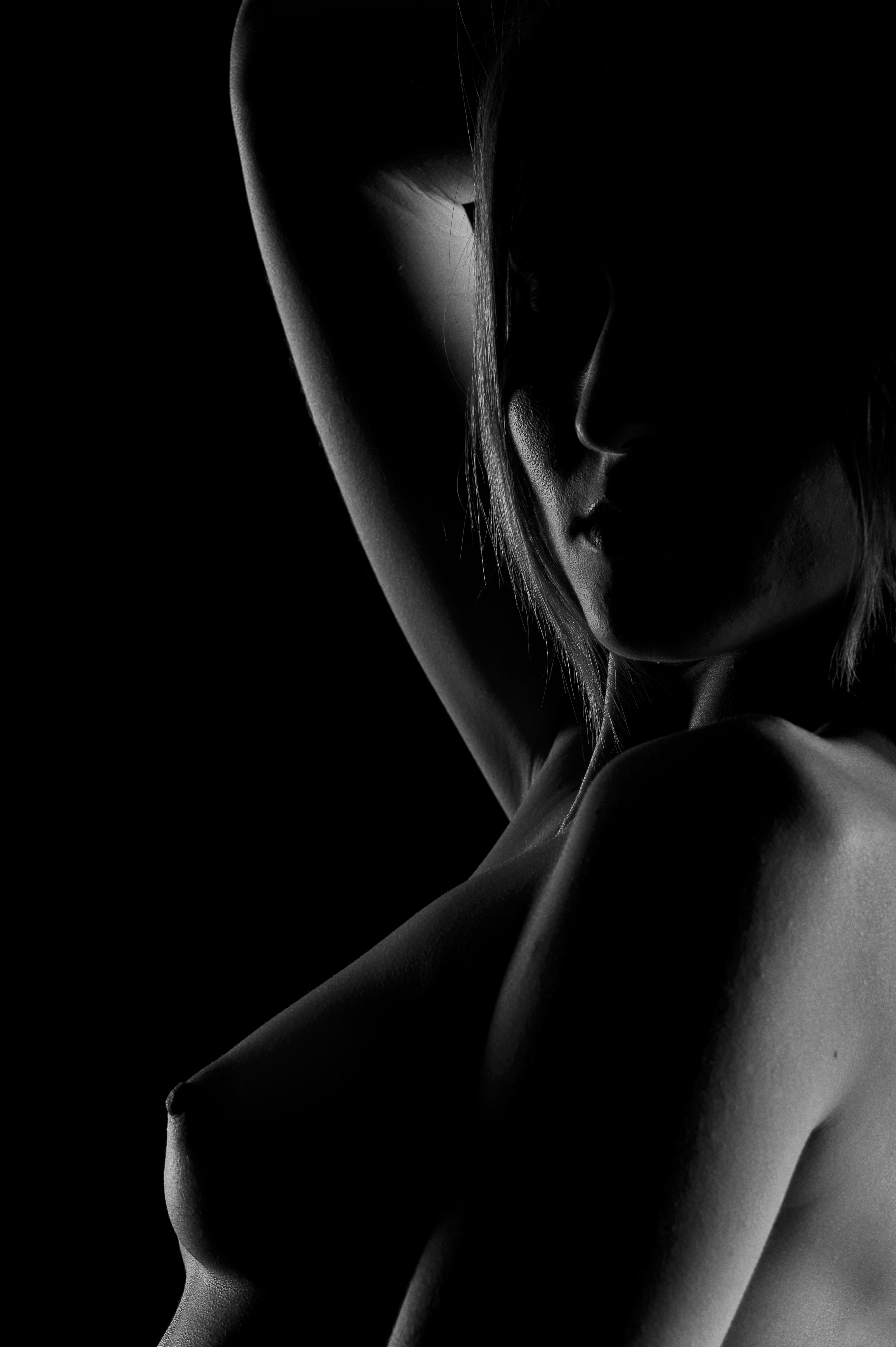
Ảnh chụp bằng Nikon D3

Ảnh khoả thân, còn gọi là ảnh lõa thể, ảnh nuy (từ nuy bắt nguồn từ từ tiếng Pháp nu /ny/), ảnh nude là những bức ảnh chụp con người lõa lồ, không mặc quần áo (khỏa thân), bao gồm cả ảnh khỏa thân gợi dục và ảnh khỏa thân nghệ thuật. Đây là một phong cách của nhiếp ảnh nghệ thuật để tôn vinh, mô tả cơ thể khỏa thân của con người. Ảnh khỏa thân khác với ảnh sex, ảnh đồi trụy, ảnh khiêu dâm là những bức ảnh chủ yếu nhấn mạnh tính khiêu dâm của cơ thể người mẫu. Tuy nhiên, khoảng cách giữa ảnh khỏa thân và ảnh khiêu dâm thường rất mong manh, nó phụ thuộc vào tay nghề của người chụp cũng như tùy vào cảm nhận của công chúng. Có rất nhiều trường hợp chụp ảnh khỏa thân nghệ thuật nhưng khi giới thiệu ra công chúng thì bị lên án là ảnh khiêu dâm, dung tục do người chụp chưa có trình độ cao. Mặt khác, cũng có nhiều người chụp ảnh khỏa thân với chiêu bài "vì nghệ thuật", nhưng thực chất là cố ý chụp ảnh khiêu dâm trá hình (để tạo scandal nhằm được nổi tiếng).
Nhiều nhiếp ảnh gia xem xét một bức ảnh khỏa thân là một trong những nghiên cứu cơ thể con người, chứ không phải là người trong ảnh. Đây là một hình thức nghệ thuật, nhiếp ảnh khỏa thân là sự mô tả cách điệu của cơ thể khỏa thân với những đường cong, số đo con người là mục tiêu chính, nên ảnh khỏa thân thường không hiển thị rõ khuôn mặt. Và việc đăng ảnh khỏa thân lên mạng xã hội có thể sẽ bị xử phạt cảnh cáo.

## Phân loại
Ảnh khỏa thân có hai loại:
- Ảnh khỏa thân nghệ thuật là những bức ảnh đòi hỏi nhiếp ảnh gia phải tư duy, dùng ánh sáng, hình khối để thể hiện nét đẹp của cơ thể. Đồng thời trong ảnh có chất nhục cảm vì nếu triệt tiêu thì không còn là nghệ thuật và phải có xúc cảm thẩm mỹ, chứ không phản cảm khi chụp và có tác dụng định hướng dư luận, hướng người ta đến chân thiện mỹ.[1]
- Ảnh khỏa thân phơi bày hay gợi dục hay ảnh sex: là loại ảnh có thể chụp ở bất cứ đâu, cốt yếu khoe cơ thể và nhiều ảnh khoe thân phản cảm xuất hiện tràn lan trên nhiều trang mạng.

Trong nhiếp ảnh, giữa ảnh nude nghệ thuật và ảnh nude khiêu dâm, sự phân định giữa chúng rất mong manh, chỉ cần một ít khác biệt là đủ để biến một bức ảnh khỏa thân nghệ thuật trở thành một bức ảnh khiêu dâm. việc phân biệt giữa hai loại hình trên tùy thuộc vào tay nghề người chụp, cảm nhận về mỹ cảm của mỗi người. Hiện nay, những nhà nhiếp ảnh tay ngang khá nhiều, ít ai hiểu rõ về nghệ thuật chụp ảnh nên khi chụp ảnh khỏa thân thì tác phẩm thường trở thành ảnh khiêu dâm.

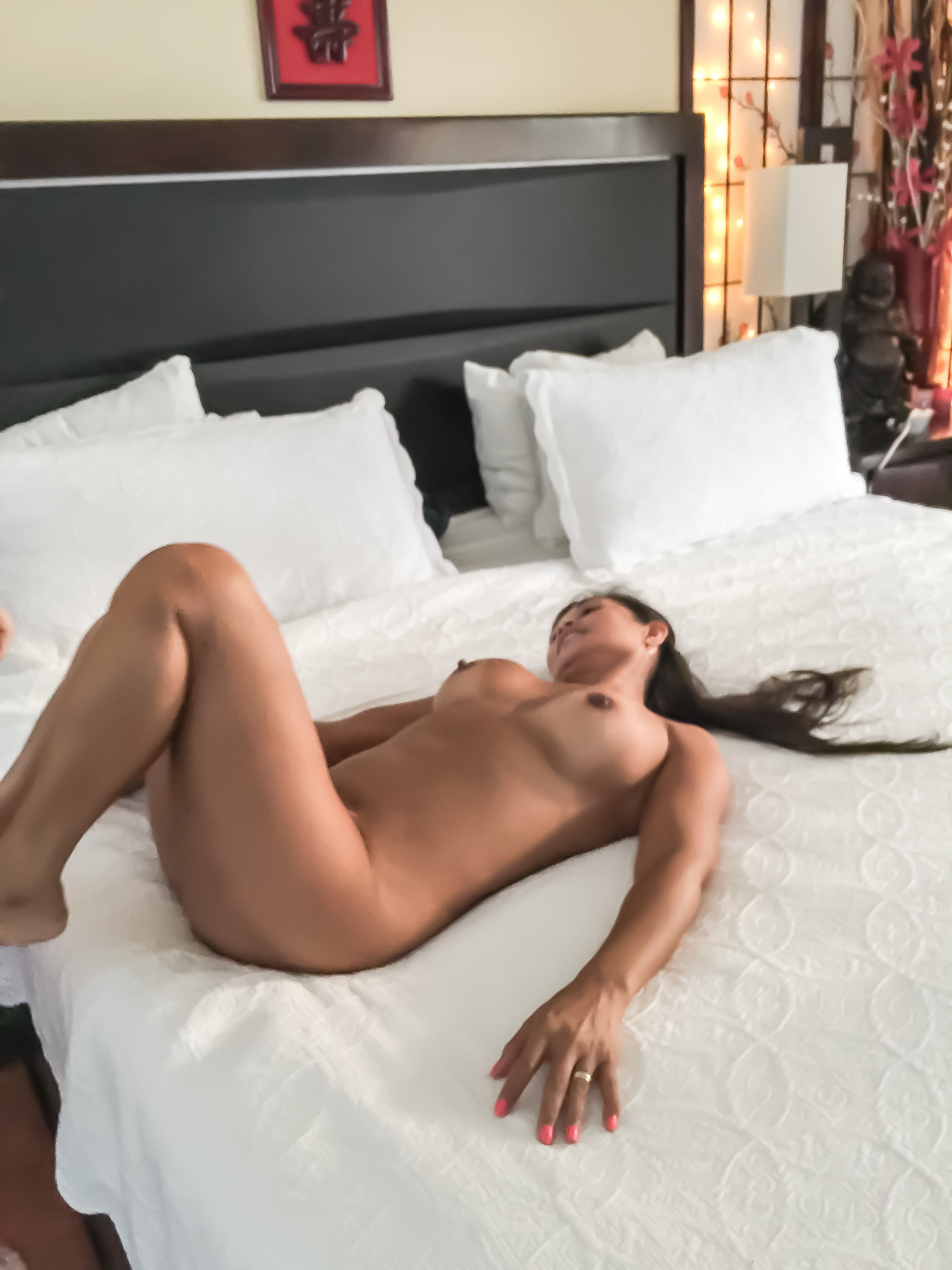

## Ở Việt Nam
Ở Việt Nam, có nhiều tranh luận xung quanh ảnh khỏa thân. Ít khi một triển lãm ảnh nude (khỏa thân) nghệ thuật chính danh được tổ chức, trong khi đó, trên nhiều phương tiện truyền thông lại nhan nhản các bức ảnh khoe thân phản cảm nhưng lại gắn mác là "ảnh nude nghệ thuật". Đã có hội thảo về ảnh khỏa thân nghệ thuật và có ý kiến cho rằng phải phân biệt ảnh khỏa thân nghệ thuật với ảnh khiêu dâm đồi trụy, tuy nhiên việc phân biệt này là không dễ vì ranh giới giữa khỏa thân khiêu dâm và khỏa thân nghệ thuật là rất mong manh và tùy vào cảm nhận của từng người.
Luật pháp hiện hành không có quy định cấm việc chụp ảnh khỏa thân, nếu họ chụp để làm tư liệu cá nhân thì không vấn đề nhưng nếu những bức ảnh đó được phát tán thì cần phải được cấp phép, nếu vi phạm thì phải xem xét mức độ để xử lý.
Tại Việt Nam, một số người mẫu, diễn viên như Ngọc Quyên, Quỳnh Như, Mai Hải Anh.... từng chụp các bộ ảnh khỏa thân với tuyên bố là "vì nghệ thuật", "để vận động bảo vệ môi trường", "bảo vệ biển"... Tuy nhiên những bộ ảnh này lại bị công chúng phê phán vì chỉ tập trung khoe cơ thể trần trụi, mang tính khiêu dâm mà không nêu được dụng ý tốt đẹp như tuyên bố. Dư luận gay gắt phản đối khi những người mẫu này đã lấy các mục đích tốt đẹp để làm cái cớ phục vụ cho tham vọng gây scandal để nhanh được nổi tiếng. Trên sàn diễn, ca sĩ ăn mặc hở hang là có thể bị phạt, nhưng hàng loạt người mẫu công khai đăng ảnh khỏa thân lên mạng thì lại không bị xử lý. Điều này khiến nhiều người lo ngại sẽ có thêm rất nhiều bộ ảnh khỏa thân trần trụi, khiêu dâm như thời tiền sử được tung ra dưới chiêu bài "vì nghệ thuật".
Ngoài ra, người mẫu khỏa thân thường là phụ nữ trẻ, việc nhìn họ khỏa thân sẽ kích thích dục vọng của nhiếp ảnh gia nam. Đã xảy ra những trường hợp nhiếp ảnh gia lợi dụng việc chụp ảnh khỏa thân để xâm hại tình dục, hiếp dâm hoặc tống tiền người mẫu khỏa thân. Năm 2018, dư luận Việt Nam xôn xao vì việc người mẫu khỏa thân Nguyễn Thị Kim Phượng (sinh năm 1994, quê tỉnh Tiền Giang, trú quận 10, TP HCM) tố cáo họa sĩ body painting nổi tiếng là Ngô Lực (sinh năm 1979) đã hiếp dâm khi cô làm người mẫu khỏa thân cho ông. Sau khi Kim Phượng tố cáo, đã có một vài người nói rằng họ cũng từng là nạn nhân của Ngô Lực.
Nghệ sỹ Duy Anh - thành viên Hội đồng nghệ thuật Hội Nhiếp ảnh, cho biết: pháp luật Việt Nam không cấm nhưng cũng không nên khuyến khích thể loại ảnh khỏa thân bởi sẽ có nhiều người lợi dụng thể loại này cho mục đích xấu, và "nếu cởi mở quá sẽ loạn". Đạo đức người Việt coi trọng nét đẹp ý nhị, kín đáo, không thích việc phô bày cơ thể lõa lồ, nhất là với người thân. Việc một người phụ nữ khỏa thân cho người khác chụp ảnh sẽ không nhận được sự chấp thuận của người thân và gia đình, nếu gia đình người mẫu biết chuyện thì họ sẽ cảm thấy bị xúc phạm danh dự ghê gớm, nên dễ gây ra xung đột và thù hận trong xã hội, có trường hợp gia đình người mẫu còn tìm nhiếp ảnh gia để trả thù. Đã có nhiều trường hợp người mẫu bị hủy hôn lễ, hoặc đánh mất hạnh phúc gia đình khi bị phát hiện ra là từng chụp ảnh khỏa thân. Nghệ sỹ Duy Anh nói:
Nói có vẻ hơi mâu thuẫn nhưng nếu bạn hỏi tất cả những người trong Hội đồng nghệ thuật, ai cũng có quan điểm như tôi. Tôi vẫn nói với sinh viên của mình rằng có rất nhiều đề tài theo đuổi chứ không riêng gì ảnh khỏa thân. Bởi đề tài này rất nhạy cảm nhất là với giới trẻ. Với một đất nước vẫn còn đậm chất Á Đông như Việt Nam thì vấn đề chụp ảnh khỏa thân vẫn còn nhạy cảm.
Bản thân tôi cũng là nhiếp ảnh gia, cũng có bộ ảnh khỏa thân đoạt giải nhưng tôi không khuyến khích chụp ảnh này. Tôi có ba con gái, khi chúng lớn, tôi dừng công việc chụp ảnh khỏa thân bởi tôi không muốn con tôi ngại, lại càng không muốn ai chụp con gái tôi khỏa thân nên tốt nhất tôi cũng không nên chụp con gái nhà người ta. Đã có rất nhiều nhiếp ảnh gia chụp ảnh khỏa thân mất nhiều hơn được vì gặp rắc rối khi chụp ảnh khỏa thân từ chính chồng, bạn trai và gia đình người mẫu.